# Championnats du monde de triathlon cross 2025
Navigation
Édition précédente Édition suivante
Les championnats du monde de triathlon cross 2025, organisé par la  Fédération internationale de triathlon (ITU) depuis 2011, se déroulent le 30 avril 2019 à Pontevedra en Espagne.  Ils sont organisés dans le cadre du Multisport World Championship Festival qui réunit plusieurs championnats mondiaux de sports gérés par l'ITU. La rencontre internationale propose  également lors de ses journées consacrées aux pratiques enchaînées, des compétitions pour les catégories junior, U23 (espoir), classe d'âge (amateur) et paratriathlon.

## Résumé
Les triathlètes élites s'affrontent lors d'une épreuve sur distance M, comprenant 1000 mètres de natation, 30 km de vélo tout terrain (VTT) et 10 km de course à pied hors route. 

## Palmarès

### Élites
Les tableaux présentent les classements pour les hommes et les femmes des championnats du monde.
| Position           | Triathlète       | Pays     | Temps           |
| ------------------ | ---------------- | -------- | --------------- |
| Médaille d'or      | Félix Forissier  | France   | 1 h 55 min 0 s  |
| Médaille d'argent  | Arthur Serrières | France   | 1 h 55 min 2 s  |
| Médaille de bronze | Kevin Viñuela    | Espagne  | 1 h 56 min 31 s |
| 4                  | Lukáš Kočař      | Tchéquie | 1 h 56 min 42 s |
| 5                  | Maxim Chané      | France   | 1 h 57 min 22 s |
| 6                  | Arthur Forissier | France   | 2 h 0 min 42 s  |

| Position           | Triathlète            | Pays    | Temps           |
| ------------------ | --------------------- | ------- | --------------- |
| Médaille d'or      | Alizée Patiès         | France  | 2 h 14 min 10 s |
| Médaille d'argent  | Marina Muñoz Hernando | Espagne | 2 h 16 min 6 s  |
| Médaille de bronze | Bárbara Riveros Díaz  | Chili   | 2 h 16 min 42 s |
| 4                  | Marta Menditto        | Italie  | 2 h 18 min 51 s |
| 5                  | Anne Zehnder          | Suisse  | 2 h 22 min 18 s |